# Індійсько-північномакедонські відносини
Індійсько-північномакедонські відносини (англ. India–North Macedonia relations, гінді भारत-उत्तर मैसेडोनिया संबंध, мак. индиско-северномакедонски односи) — історичні та поточні двосторонні відносини між Індією та Північна Македонією. 
Нині оцінюються як теплі та сердечні.

## Історія
Північна Македонія підтримувала кандидатуру Індії на різних багатосторонніх форумах, а Індія виступила співавтором резолюції Генеральної Асамблеї ООН про прийняття у члени ООН Колишньої Югославської Республіки Македонії. 
Дипломатичні та консульські відносини між Республікою Індією та Республікою Македонія було встановлено 9 лютого 1995 року. 2006 року Республіка Македонія призначила індійського бізнесмена в Нью-Делі на посаду почесного консула Республіки Македонія. 7 жовтня 2008 року в Нью-Делі відкрилося Посольство Республіки Македонія в Індії, яке зареєстрували під колишньою конституційною назвою країни «Республіка Македонія», а не під прийнятою в ООН назвою «Колишня Югославська Республіка Македонія». У період до Преспанської угоди Індія офіційно йменувала країну Республікою Македонія, незважаючи на заперечення Греції. 2009 року Північна Македонія призначила почесного консула в Колкаті, а згодом — у Мумбаї, Ченнаї та Бангалорі. 2008 року Індія призначила почесного консула в Республіці Македонія. Посольство Індії в Болгарії, розташоване в Софії, обслуговує за сумісництвом і Республіку Македонія.
У січні 2009 року Індію відвідав міністр закордонних справ Республіки Македонія Антоніо Мілошоський, ставши першим північномакедонським урядовим високопосадовцем, який побував у цій країні. У березні 2012 року в Індії з візитом перебував прем'єр-міністр Республіки Македонія Нікола Груєвський у супроводі заступника прем'єр-міністра і міністра фінансів Зорана Ставревського та кількох інших міністрів, ставши першим головою уряду Північної Македонії, який відвідав цю країну. У жовтні 2012 Ставревський та деякі інші міністри повторно відвідали Індію. У березні 2013 року в Індії перебувала з візитом парламентська делегація Республіки Македонія, яку очолив голова Національних зборів Трайко Веляноський. У грудні 2013 року міністр закордонних справ Північної Македонії Нікола Попоський відвідав Нью-Делі та Агру. Під час візиту 17 грудня обидві держави підписали угоду про уникнення подвійного оподаткування та Меморандум про співробітництво між Дипломатичною академією Міністерства закордонних справ Північної Македонії та індійським Інститутом дипломатичної служби. У січні 2015 року Груєвський, Ставревський знову здійснили візит в Індію з метою взяти участь у самітах Vibrant Gujarat і CII-Partnership.
10—11 липня 2012 року Північну Македонію відвідала перша заступниця міністра закордонних справ Індії Преніт Каур і бізнес-делегація CII. Цей візит став першим в історії візитом індійського міністра у цю балканську країну. Каур зустрілася з міністром закордонних справ Ніколою Попоським, віцепрем'єр-міністром і міністром фінансів Зораном Ставревським і головою Комітету із зовнішньої політики Антоніо Мілошоським.
Громадяни Північної Македонії мають право на стипендії в рамках Індійської програми технічного й економічного співробітництва та Індійської ради з культурних відносин. Кілька дипломатів із Північної Македонії також відвідали програму професійних курсів для іноземних дипломатів (PCFD), яку проводить Інститут дипломатичної служби.

## Торгівля
Обсяг двосторонньої торгівлі між Індією та Північною Македонією у 2019—2020 роках становила 37,12 млн доларів США. Індія експортувала в Північну Македонію товарів на 22,61 млн доларів, а імпортувала — на 14,51 млн доларів. Основними товарами, які Індія експортує у Північну Македонію, є органічні хімікати, фармацевтичні препарати, текстиль, транспортні засоби, насіння олійних культур, керамічні вироби, цемент, залізо, сталь та електричні машини. Основними товарами, які Індія імпортує з Північної Македонії, є кораблі, човни та плавучі конструкції, мінеральне паливо, мінеральні оливи, залізо та сталь.
17 березня 2008 року Індія та Північна Македонія підписали двосторонню Угоду про сприяння та захист інвестицій.
У 2004 році ArcelorMittal придбав 90% акцій компанії Balkan Steel. У вересні 2011 року торговець тканинами та виробник одягу з Мумбаї Bang Overseas Limited заснував фірму Bang & Scott DOO (North Macedonia) — власну дочірню компанію у Північній Македонії. 12 січня 2016 року індійський виробник металевих виробів BRG Group підписав угоду з урядом Північної Македонії про інвестування в країну 31 млн євро. На фабриці в Порцеланці працюватимуть 1000 людей і виготовлятимуть сталевий кухонний посуд на експорт. У грудні 2016 року індійський виробник кабелю для автомобільної промисловості Malhotra Cables оголосив, що інвестує 10 млн доларів у створення заводу у Скоп'є.
У січні, липні та жовтні 2013 року Північну Македонію відвідав керівник Sahara Group Субрата Рой. Він зустрівся з прем'єр-міністром і оголосив про плани інвестувати в країну 2,7 млрд євро. Попри звинувачення в шахрайстві та боргах «Сахари» в Індії уряд Північної Македонії представляв Роя для власних співгромадян як бізнесмена, який хоче допомогти бідним македонцям, тому що «Мати Тереза допомагала багатьом бідним людям в Індії». Його арешт в Індії в березні 2014 року викликав у Північній Македонії шок.

## Культурні зв'язки
Мати Тереза, яка 1951 року набула громадянства Індії, народилася в нинішній столиці Північної Македонії Скоп'є.
Станом на грудень 2016 року в Північній Македонії перебуває 10 громадян Індії та осіб індійського походження. Вони займають керівні посади в ArcelorMittal Steel або працюють в IT та інших секторах.